# 朱厚烴
玉田懷簡王朱厚烴（1508年10月9日—1542年12月13日），明朝衡藩第一代玉田王，衡恭王朱祐楎的庶第二子，母次妃諸氏。

## 生平
正德三年九月十五日（1508年10月9日）生。嘉靖二年十月十三日（1523年11月19日），封玉田王。
嘉靖二十一年十一月初七日（1542年12月13日），朱厚烴去世，享年三十五歲，諡號懷簡。五年後，嫡第二子朱載塘襲爵。

## 家庭

### 妻
- 于氏（1510年－1544年），青州左衛後所軍餘于隆之女，嘉靖八年（1529年）封玉田王妃。[4]

### 妾
- 陳氏，生第四子、第六子。

### 子
- 嫡第一子：朱載壚，夭折
- 嫡第二子：玉田王朱載塘
- 嫡第三子：朱載，夭折
- 庶第四子
- 嫡第五子：朱載垹
- 庶第六子：夭折

### 女
- 嫡第一女：夭折
- 嫡第二女：夭折
- 嫡第三女：夭折
- 嫡第四女[2]

## 墓葬
嘉靖二十三年正月二十日（1544年2月12日），朱厚烴葬於山東青州府益都縣蓮花山之原（在今山東省青州市）。壙誌現藏於青州市博物館。

[誌蓋]

皇朙衡國玉田褱簡王之壙誌

[誌文]

明謚玉田懷簡王壙志文

　　玉田懷簡王諱厚烴，乃

　衡恭王之第二子。庶母諸氏。正德三年九月十五

　　日亥時生。嘉靖二年十月十三日，受

冊封爲玉田王。嘉靖二十一年十一月初七日，以疾

　　薨逝，享年三十五歲。妃于氏。嫡庶六子：嫡第一

　　子載壚，卒；嫡第二子載塘；嫡第三子載壎，卒；庶

　　第四子，妾媵陳氏生；嫡第五子載垹；庶第六子，

　　妾媵陳氏生，卒。嫡生四女：嫡第一女、第二女、第

　　三女，俱卒；嫡第四女。

上聞訃，輟視朝一日，遣官諭祭，命有司治喪葬如制。

　　在京文武衙門皆致祭焉。以嘉靖二十三年正

　　月二十日，葬於青州府益都縣蓮花山之原。嗚呼！

　　王以宗室之親，為國藩輔，茂膺封爵，貴富兼隆。

　　壽考令終，夫復何憾。爰述其㮣，納諸幽壙，用垂

　　不朽云。